# Ратілі
«Ратілі» (інша назва: «Дякую, Ратілі») — радянсько-чехословацький художній фільм 1983 року, знятий режисером Георгієм Калатозішвілі на кіностудіях «Баррандов» і «Грузія-фільм».

## Сюжет
Про відомого чеського тенора Йозефа Навратила. Йозеф Навратил, який мріяв створити чеський музичний театр, не визнаний на батьківщині під псевдонімом Йосипа Ратілі одного разу приїжджає на гастролі до Грузії. Підкорений музичною культурою цього краю Ратілі назавжди залишається в Грузії. Тридцять років життя він віддав розвитку народної грузинської хорової музики, записав багато народних мелодій, створив народний грузинський хор і був його першим керівником.

## У ролях
- Віт Ольмер — Йозеф Навратіл
- Яна Бржезінова — Марія, дружина Йозефа
- Світлана Тома — Енріке Мазаччо, співачка
- Імеда Кахіані — Філімон Корідзе
- Жанрі Лолашвілі — Жан Туманов
- Отто Будін — Сметана
- Вацлав Хелшус — Майр
- Людек Копріва — Бергхум
- Іржи Лір — роль другого плану
- Ян Цмірал — роль другого плану
- Павло Зайїц — юний Йозеф
- Мартін Кравка — син Йозефа
- Франтішек Чех — роль другого плану
- Адольф Філіп — роль другого плану
- Кахі Кавсадзе — князь Ерістов
- Гія Бадрідзе — грузин-співак
- Тенгіз Майсурадзе — роль другого плану
- Ека Вібліані — Майко
- Мераб Донадзе — роль другого плану
- Варлам Цуладзе — роль другого плану
- Лія Гудадзе — роль другого плану
- Кіра Андронікашвілі — роль другого плану
- Давид Чхіквадзе — роль другого плану
- Іржи Голий — роль другого плану
- МихаЙло Іоффе — роль другого плану
- Мераб Вачнадзе — роль другого плану
- Волемир Грузец — роль другого плану
- Темур Кевхішвілі — роль другого плану
- Василь Кочламазашвілі — роль другого плану
- Руслан Мікаберідзе — грузин-співак
- Петро Мінєєв — роль другого плану
- Леонід Пярн — роль другого плану
- Іване Сакварелідзе — господар корчми
- Ладо Татішвілі — роль другого плану
- Р. Данелія — роль другого плану
- М. Дарчія — роль другого плану
- Марина Кобахідзе — роль другого плану
- П. Тквавашвілі — роль другого плану
- Р. Цагареєїшвілі — роль другого плану

## Знімальна група
- Режисер — Георгій Калатозішвілі
- Сценаристи — Гія Бадрідзе, Володимир Пожар, Отто Зеленка
- Оператори — Дудар Маргієв, Іржи Гошек
- Композитори — Гія Канчелі, Джансуг Кахідзе
- Художники — Реваз Мірзашвілі, Індржих Гьотц